# Mulino del Cantone
Il Mulino del Cantone è una delle architetture che si trovano all'interno del Parco di Monza.

## Storia
L'edificio attuale fu costruito a partire dal 1840 su progetto di Giacomo Tazzini, a partire da una struttura preesistente, di cui è stata inglobata e rimaneggiata la torretta medievale in mattoni, del XII secolo. Dal Catasto Teresiano l'edificio risulta segnato come casa d'affitto con molino, appartenente ai conti Giacomo e Giuseppe Durini.

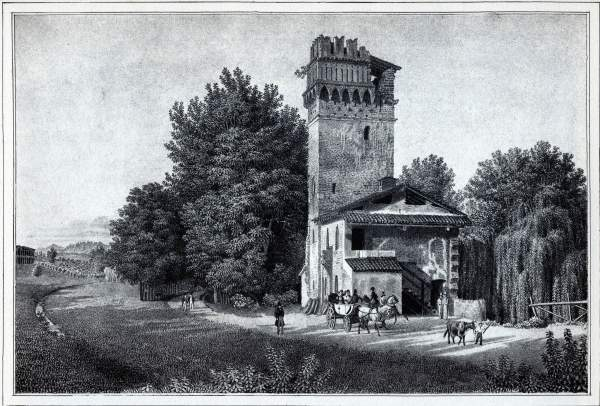
Il Mulino del Cantone prima del rifacimento del Tazzini, qui in una stampa del Sanquirico, del 1830.

Già verso la fine dell'Ottocento il molino cessa le proprie attività di produzione e viene convertito a caserma dei Reali Carabinieri; nel 1937 viene acquisito dai Comuni di Monza e Milano.
Nel 1935 Costantino Nivola ritrae il Mulino del Cantone nell'opera intitolata "Roggia nel Parco", conservata ai Musei Civici di Monza.
Ristrutturato e dotato di docce nel 1974, cadde presto in uno stato di abbandono.

## Struttura architettonica
La torre medievale incorporata nel corpo di fabbrica, dotata di merlature (a merli ghibellini) e di una pregevole bifora, fu rielaborata come un'aggiunta di gusto romantico all'edificio, cristallizzata in un ideale eterno stato di rovina. Si tratta, molto probabilmente, dell'unico resto dell'antico fronte difensivo eretto a protezione di Monza, connesso con le strutture preesistenti della vicina Villa Mirabello.
Il corpo principale, più volte rimaneggiato, presenta una facciata neoclassica che conferisce all'edificio un aspetto architettonico ibrido, forse ascrivibile all'eclettismo. Presenta una facciata con un colonnato sormontato da una cuspide a raggiera, mentre i corpi laterali, ad arcate, costituiscono un particolare effetto a galleria caratterizzato dal passaggio della roggia. La struttura portante è costituita da pilastri in muratura e tamponatura in muratura, successivamente intonacata in giallo. Il solaio è in legno, sorretto da travi; il tetto a falde ha una struttura portante in legno, con copertura in coppi. In passato il mulino occupava un locale rettangolare al piano terra, a cui s'accedeva posteriormente, posto in parallelo al corso della roggia ed era dotato di due ruote in legno, con due macine; ad oggi non rimane più nulla dei manufatti meccanici che azionavano il mulino.

## Galleria d'immagini

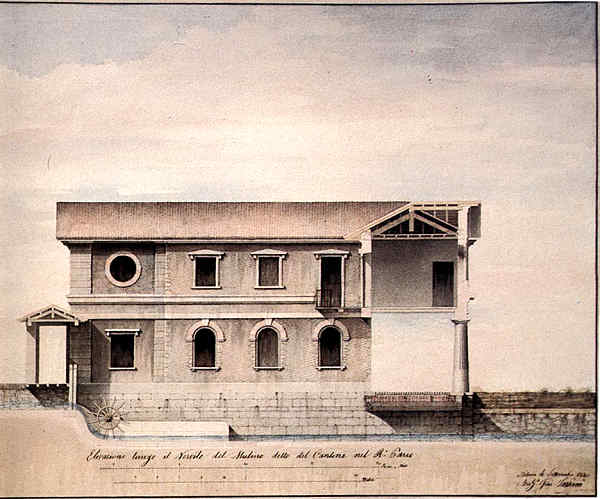
Sezione del progetto del Tazzini (1840)
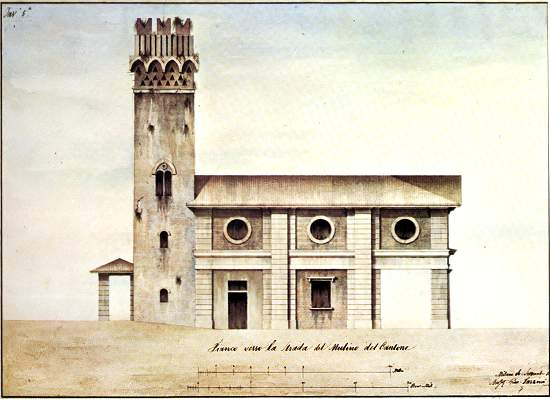
Il progetto del Tazzini (1840)
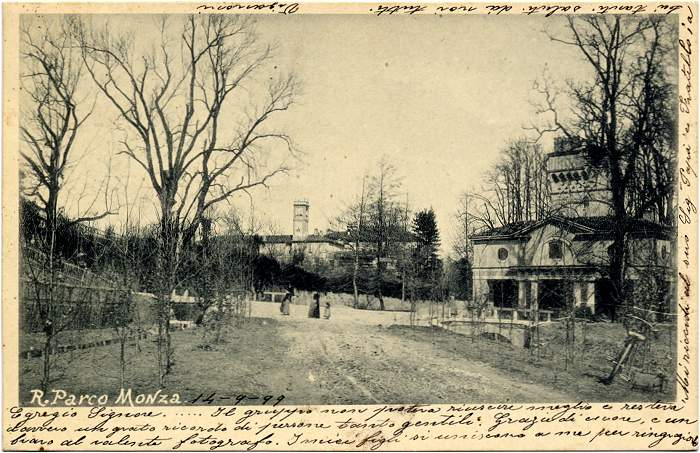
Il Mulino nel 1899
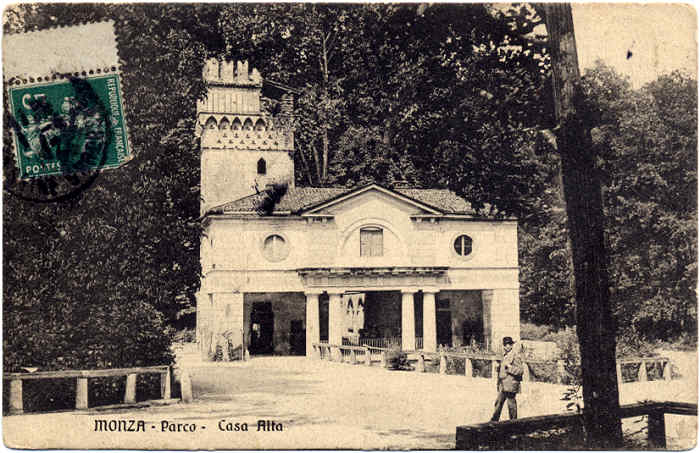
Il Mulino nel 1912